# X.500
X.500 — серия стандартов CCITT (с 1993 года — ITU-T) для службы распределенного каталога сети. Каталоги X.500 предоставляют централизованную информацию обо всех именованных объектах сети (ресурсах, приложениях и пользователях) (рекомендации ITU-T для каталогов). Изначально стандарт X.500 планировался для использования именований узлов, адресов и почтовых ящиков, предусмотренных стандартом X.400.
Каталоги, как правило, содержат статические и редко изменяемые элементы, так как каталоги изначально оптимизированы для очень быстрого отклика на запросы поиска и чтения данных.
Каталоги полностью структурированы. Каждый элемент данных имеет имя, которое одновременно определяет положение элемента в иерархии каталога. Каждый атрибут элемента, как правило, может иметь несколько значений и это является нормальным поведением, в отличие от обычных баз данных.
Каталоги являются очень специфическими системами хранения данных. Их удобно использовать для иерархически скомпонованных объектов. Каталоги могут быть реплицированы между несколькими серверами для удобного доступа и распределения нагрузки. Текстовая информация очень хорошо подходит для каталогов, так как легко поддается поиску, но данные могут быть представлены и в любой другой форме.
Очень удобно использовать каталоги для управления пользовательскими аккаунтами, машинами, схемами доступа, приложениями и многим другим, поскольку механизмы управления чаще всего только считывают данные из центрального хранилища. В то же время каталоги очень гибко настраиваются для любого уровня контроля доступа, позволяя ограничивать доступ к информации как только угодно.
Каталоги часто используются для хранения информации о пользователях или реальных объектах. Например, приложения могут использовать данные, ассоциированные с человеком, такие, как реальный или сетевой адрес, телефон, e-mail, уровень доступа и т. д. Поскольку во многие приложения интегрированы средства доступа к каталогам, то пользователи значительно эффективнее используют программное обеспечение для совместной работы. Очень удобно использовать каталоги для централизованного управления сетью, поскольку данные о пользователях, парке машин и запускаемых сервисах сосредоточены в одном месте и легко администрируются.
Исходя из вышесказанного, можно привести те области, в которых использование каталогов даст максимальный эффект:
1. Упрощенное управление сетью.
  - централизованное управление информацией о людях;
  - централизованное управление сетевыми объектами и их конфигурацией;
  - централизованное управление аккаунтами пользователей;
  - уменьшение стоимости поддержки за счет централизации.
2. Унифицированный доступ к сетевым ресурсам.
  - унифицированный подход к именованию;
  - возможность единого входа, для доступа ко всем ресурсам.
3. Единое место хранения общей информации.
  - контактной информации;
  - местоположения сетевых ресурсов;
  - можно использовать для хранения любой информации.
4. Улучшенное управление данными.
  - единое место хранения широко используемых данных;
  - единое место управления доступом к данным;
  - организация данных в единую логическую структуру.
5. Помогает организовать потоковый процесс работы.
6. Единый репозиторий и поисковый механизм для приложений и сервисов.

Протокол доступа к каталогу, называемый DAP (англ. Directory Access Protocol), контролирует процесс взаимодействия между системным и пользовательским агентами каталога. Из-за сложности протокола было предложено несколько его модификаций, обеспечивающих более простой и быстрый способ доступа к каталогу. Одной из таких модификаций является протокол LDAP.

## Стандарты серии X.500
| Стандарт ITU-T | Стандарт ISO/IEC | Название стандарта                                                           |
| -------------- | ---------------- | ---------------------------------------------------------------------------- |
| X.500          | ISO/IEC 9594-1   | The Directory: Overview of concepts, models and services                     |
| X.501          | ISO/IEC 9594-2   | The Directory: Models                                                        |
| X.509          | ISO/IEC 9594-8   | The Directory: Public-key and attribute certificate framework                |
| X.511          | ISO/IEC 9594-3   | The Directory: Abstract service definition                                   |
| X.518          | ISO/IEC 9594-4   | The Directory: Procedures for distributed operation                          |
| X.519          | ISO/IEC 9594-5   | The Directory: Protocol specifications                                       |
| X.520          | ISO/IEC 9594-6   | The Directory: Selected attribute types                                      |
| X.521          | ISO/IEC 9594-7   | The Directory: Selected object classes                                       |
| X.525          | ISO/IEC 9594-9   | The Directory: Replication                                                   |
| X.530          | ISO/IEC 9594-10  | The Directory: Use of systems management for administration of the Directory |